# BT-2
BT-2 là một loại xe tăng hạng nhẹ bánh xích do Liên Xô phát triển và sản xuất trong giai đoạn 1932-1933.

## Biến thể
- M1930
- BT-2 model 1932
- BT-2 trang bị súng máy
- BT-2 trang bị pháo
- BT-2 trang bị pháo và súng máy
- Xe tăng phun lửa BT-2
- Xe công binh cầu BT-2
- BT-2-IS

## Thông số kỹ thuật
Xe tăng BT-2 được trang bị Động cơ M-5-400 (bản sao của động cơ Liberty L-12 của Mỹ)
| −                        | BT-2 −                |
| Số lượng sản xuất −      | 620 −                 |
| Kíp lái −                | 3 −                   |
| khối lượng −             | 10.2 t −              |
| Chiều dài −              | 5.58 m −              |
| Chiều rộng −             | 2.23 m −              |
| Chiều cao −              | 2.20 m −              |
| Lớp giáp −               | 6–13 mm −             |
| Vũ khí chính −           | Pháo 37 mm Model 30 − |
| Đạn chính −              | 96 rounds −           |
| Súng máy −               | DT −                  |
| Phiên bản động cơ −      | M-5 400 mã lực −      |
| thùng nhiên liệu −       | Xăng 400 l −          |
| Tốc độ trung bình −      | 100 km/h (62 mph) −   |
| công suất/ trọng lượng − | 39 mã lực/t −         |
| Phạm vi hoạt động −      | 300 km −              |
| Phạm vi chiến thuật −    | 100 km −              |

## Sản xuất
- 1932 - 396, gồm 190 xe với pháo 37 mm
- 1933 - 224, gồm 18 xe với pháo 37 mm

Năm 1932-1933. KhPZ đã sản xuất 620 xe tăng BT-2, trong đó có 350 chiếc không có pháo. Đơn đặt hàng cho 350 chiếc trang bị pháo đã không được hoàn thành đúng kế hoạch vì không thể sản xuất đủ pháo B-3 cho số xe này.
Kết quả là chỉ có 208 xe tăng được trang bị pháo B-3 (5K) 37 mm, 412 chiếc còn lại được trang bị một cặp súng máy DA-2.
Để phục vụ cho quá trình sản xuất xe tăng BT-5 (thực tế là loại xe tăng BT có tháp pháo mới với pháo 45 mm), việc sản xuất xe tăng BT-2 đã bị ngừng lại.

## Phục vụ
- Chiến tranh Liên Xô–Phần Lan (1939–1940)
- Liên Xô tấn công Ba Lan
- Chiến tranh thế giới thứ hai

## Các xe tăng khác tương tự
BT-5
BT-7
BT-8